# Orthochiroides somalilandus
Espèce
Orthochiroides somalilandus est une espèce de scorpions de la famille des Buthidae.

## Distribution
Cette espèce est endémique du Somaliland en Somalie. Elle se rencontre vers Maid.

## Description
Le mâle holotype mesure 26,47 mm et la femelle paratype 31,25 mm.

## Systématique et taxinomie
Cette espèce a été décrite par Kovařík et Lowe en 2022.

## Étymologie
Son nom d'espèce lui a été donné en référence au lieu de sa découverte, le Somaliland.

## Publication originale
- Kovařík & Lowe, 2022 : « Review of Orthochiroides Kovařík, 1998 with description of a new species (Scorpiones: Buthidae). » Euscorpius, no 349, p. 1-42 (texte intégral).